# Gustav Spörer
Friederich Wilhelm Gustav Spörer (Berlim, 23 de outubro de 1822 – Gießen, 7 de julho de 1895) foi um astrônomo alemão.
É conhecido por seus estudos sobre manchas solares, sendo sobre este assunto frequentemente mencionado com Edward Walter Maunder. Spörer foi o primeiro a notar um período prolongado de baixa atividade de manchas solares de 1645 a 1715. Este período é conhecido como mínimo de Maunder.
Spörer foi um contemporâneo do astrônomo inglês Richard Christopher Carrington. Carrington é geralmente creditado pela descoberta da lei de Spörer, que governa a variação das latitudes das manchas solares durante o curso de um ciclo solar. Spörer adicionou às observações de Carrington a deriva das manchas solares e às vezes é creditado com a descoberta.

## Vida
De 1833 a 1840 Spörer frequentou o Friedrich-Wilhelms-Gymnasium em Berlim ee studou depois matemática e história natural na Universidade de Berlim até 1843. Obteve um doutorado em 14 de dezembro de 1843 com uma tese sobre um cometa de 1723, orientado por Johann Franz Encke.
A partir de 1844 trabalhou no Observatório de Berlim, cujo primeiro diretor foi Encke. Recebeu o Prêmio Valz de 1885 da Académie des Sciences por seu trabalho sobre manchas solares.